# São Vicente (Rio Grande do Norte)
São Vicente is een gemeente in de Braziliaanse deelstaat Rio Grande do Norte. De gemeente telt 6.023 inwoners (schatting 2009).